# Hans Koot
Hans Koot (geb. 21. Mai 1951 in Eindhoven; † 26. April 2024) war ein niederländischer Radrennfahrer.

## Sportliche Laufbahn
Koot war im Straßenradsport und im Bahnradsport aktiv. Er gewann 1974 den Omloop Het Volk in der Amateurklasse. 1975 siegte er im Eintagesrennen Omloop der Kempen, 1976 in der Ronde van Midden-Nederland. 1980 gewann er die Tunesien-Rundfahrt vor seinem Landsmann Piet Kuijs. In dem Etappenrennen konnte er einen Tagesabschnitt für sich entscheiden. 1981 wurde er Zweiter im Omloop der Kempen und in der niederländischen Limburg-Rundfahrt. Auf der Bahn gewann er 1979 das Sechstagerennen für Amateure von Antwerpen mit Gerrie Slot als Partner.
Koot starb im Alter von 72 Jahren.